# Артемівська округа
Арте́мівська окру́га (до 1924 року — Бахмутська) — адміністративно-територіальна одиниця в УСРР утворена 12 квітня 1923 року у складі Донецької губернії. Окружний центр — місто Артемівськ, 37.400 жителів (1928). Налічувала 13 районів. Протягом 1924—1930 межі округи не раз змінювалися. Станом на 1928 рік площа 10 472 км², чисельність населення — 766,7 тисяч, середня щільність населення — 73,2 ос./км². Ліквідована 2 вересня 1930 року.

## Географія
Артемівський округ утворений з частин Бахмутського і Слов'янського повіту Донецької губернії. Він представляв одну з найбільш піднесених (370 м) місцевостей України. Тут зустрічалися геологічні формації самих різних періодів: пермського, кам'яновугільного, крейдяного. Район багатий на корисні копалини: кам'яним вугіллям, кам'яною сіллю і виварною, кіновар'ю, вогнетривкої і пластичної глиною.
На півночі округа межувала з Куп'янською, Ізюмською і Старобільською округами, на сході з Луганською, на півдні з Сталінською та з Дніпропетровською на заході. Разом із Луганською та Сталінською округами утворювала основне ядро Донецького басейну.

## Адміністративно-територіальний поділ
19 листопада 1924 центр Гришинського району перенесено з села Гришине до хутору Гришине; Комишевахський район було перейменовано на Попаснянський з перенесенням його центру з села Комишевахи до хутору Попасна.

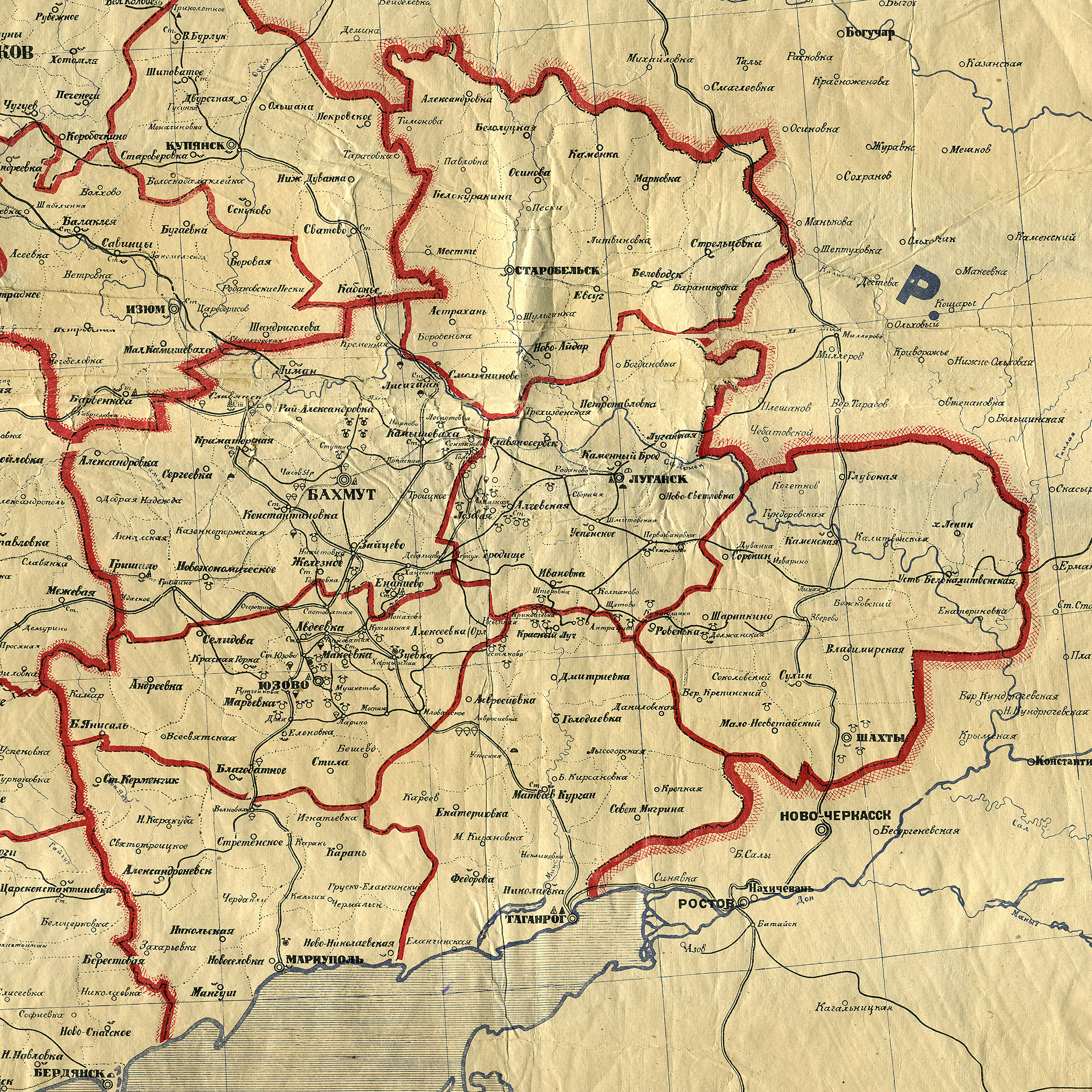
Карта Бахмутської округи у складі Донецької губернії, 1923
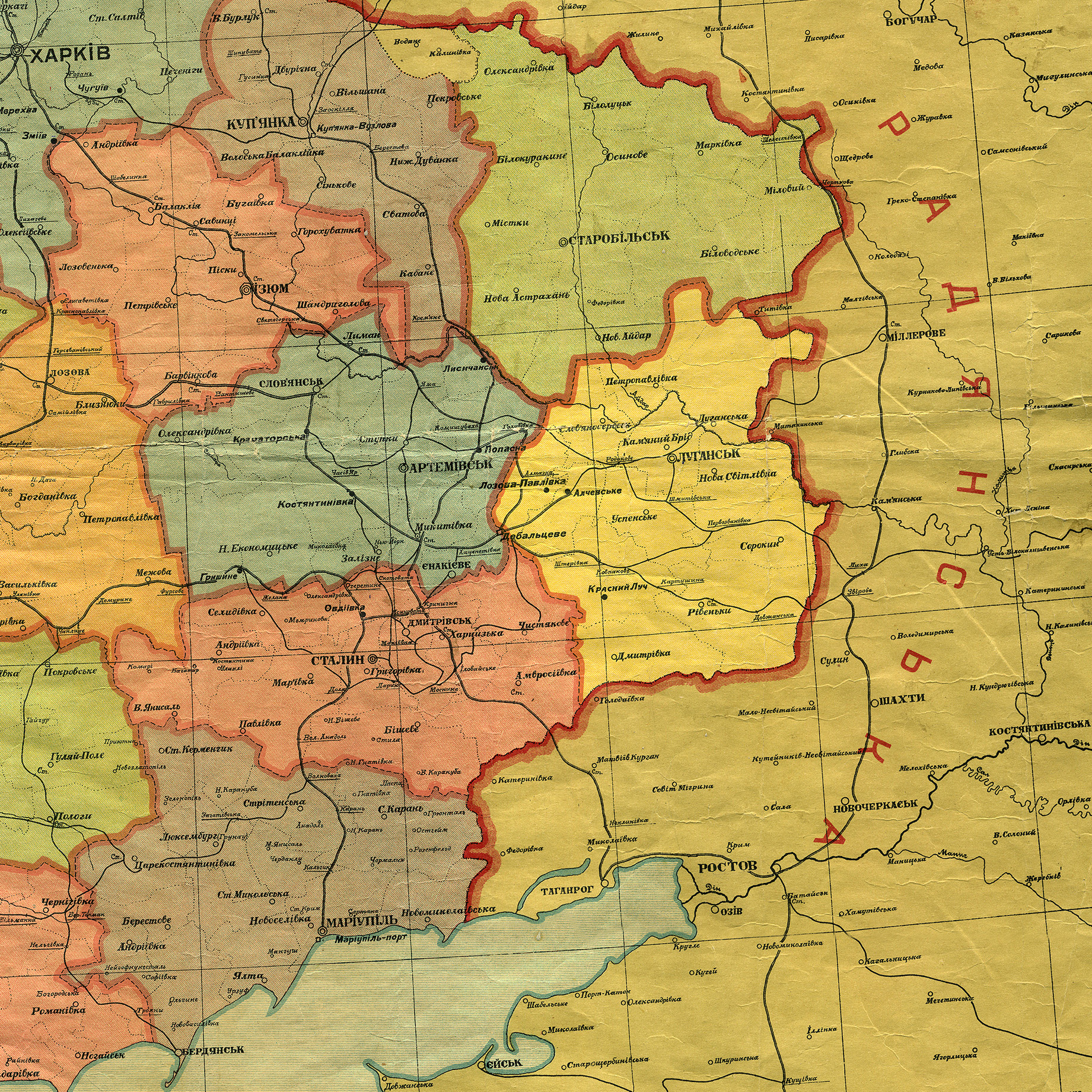
Карта Артемівської округи, адміністративні межі станом на 1 жовтня 1925
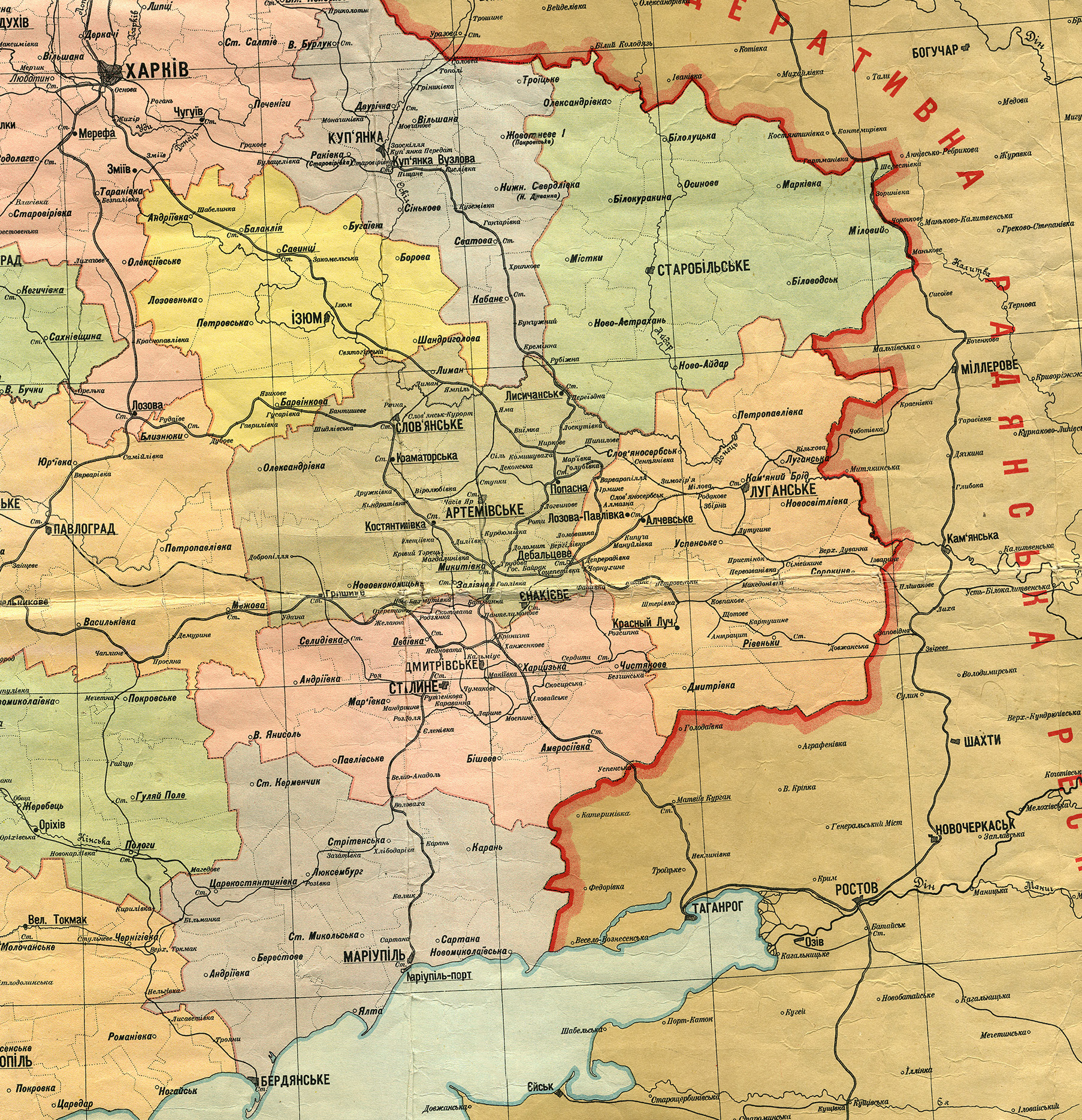
Карта Артемівської округи, адміністративні межі станом на 1 березня 1927 року

Райони на 1 січня 1926:
| район              | центр                  |
| ------------------ | ---------------------- |
| Олександрівський   | селище Олександрівськ  |
| Артемівський район | село Ступки            |
| Гришинський        | село Гришине           |
| Єнакієвський       | місто Єнакієве         |
| Залізнянський      | село Залізне           |
| Костянтинівський   | село Костянтинівка     |
| Краматорський      | селище Краматорське    |
| Лиманський         | селище Лиман           |
| Лисичанський       | селище Лисичанськ      |
| Микитівський       | селище Микитівка       |
| Новоекономічний    | селище Ново-Економічне |
| Попаснянський      | селище Попасне         |
| Слов'янськ         | місто Слов'янськ       |

## Населення
Згідно зі Всесоюзним переписом населення 1926 року в окрузі проживало 765 155 осіб (50,32% чоловіків і 49,68% жінок). З них 317 207 (41,5% загальної чисельності) були міськими, а 447 948 сільськими жителями.

### Національний склад
За національним складом 72,5% населення становили українці, 19,9% росіяни, 2,3% євреї, 2% німці, 0,8% молдовани, 0,7% білоруси, 0,5% поляки, 0,4% татари, інші національності загалом 0,8%.
| Район              | Населення, осіб | Національний склад, % | Національний склад, % | Національний склад, % | Національний склад, % | Національний склад, % | Національний склад, % | Національний склад, % | Національний склад, % |
| Район              | Населення, осіб | українці              | росіяни               | євреї                 | німці                 | білоруси              | поляки                | татари                | греки                 |
| ------------------ | --------------- | --------------------- | --------------------- | --------------------- | --------------------- | --------------------- | --------------------- | --------------------- | --------------------- |
| м. Артемівськ      | 37 780          | 54,9                  | 23,5                  | 17,6                  | 0,6                   | 0,3                   | 0,9                   | 0,5                   | 0,3                   |
| Артемівський       | 52 738          | 95,5                  | 3,1                   | 0,1                   | 0,8                   | 0,1                   | 0,1                   | 0,1                   |                       |
| Гришинський        | 44 622          | 83,3                  | 9,3                   | 3,8                   | 1,8                   | 0,4                   | 0,3                   | 0,4                   | 0,3                   |
| Єнакієвський       | 81 629          | 49,4                  | 39,7                  | 3,4                   | 1,4                   | 1,5                   | 1,0                   | 0,5                   |                       |
| Залізнянський      | 42 056          | 53,5                  | 34,0                  | 0,7                   | 8,9                   | 1,1                   | 0,4                   | 0,9                   | 0,1                   |
| Костянтинівський   | 73 566          | 62,0                  | 27,0                  | 3,1                   | 4,9                   | 0,8                   | 1,2                   | 0,2                   |                       |
| Краматорський      | 50 266          | 83,5                  | 12,4                  | 0,3                   | 1,7                   | 0,9                   | 0,4                   |                       |                       |
| Лиманський         | 35 401          | 95,0                  | 4,2                   |                       | 0,1                   | 0,2                   | 0,1                   | 0,1                   |                       |
| Лисичанський       | 51 579          | 72,3                  | 21,1                  | 1,5                   | 0,9                   | 0,7                   | 1,0                   | 1,5                   |                       |
| Новоекономічний    | 39 912          | 69,3                  | 25,9                  | 0,3                   | 2,3                   | 0,3                   | 0,2                   | 1,2                   | 0,1                   |
| Олександрівський   | 30 801          | 85,8                  | 8,4                   | 0,1                   | 4,6                   | 0,3                   |                       |                       |                       |
| Петрівський        | 71 714          | 51,7                  | 38,5                  | 1,8                   | 0,5                   | 1,5                   | 0,5                   | 0,5                   |                       |
| Попаснянський      | 59 495          | 85,0                  | 8,3                   | 0,5                   | 2,0                   | 0,2                   | 0,2                   | 0,4                   |                       |
| Слов'янський       | 95 109          | 88,8                  | 7,8                   | 1,4                   | 0,4                   | 0,2                   | 0,4                   | 0,1                   | 0,1                   |
| Артемівська округа | 766 668         | 72,5                  | 19,9                  | 2,3                   | 2,0                   | 0,7                   | 0,5                   | 0,4                   | 0,1                   |

### Мовний склад
Рідна мова населення Артемівської округи за переписом 1926 року
| Район              | Населення, осіб | Рідна мова, % | Рідна мова, % | Рідна мова, % |
| Район              | Населення, осіб | українська    | російська     | інша          |
| ------------------ | --------------- | ------------- | ------------- | ------------- |
| м. Артемівськ      | 37 780          | 34,4          | 56,7          | 8,9           |
| Артемівський       | 52 738          | 82,4          | 16,2          | 1,4           |
| Гришинський        | 44 622          | 75,6          | 19,6          | 4,8           |
| Єнакієвський       | 81 629          | 33,7          | 58,4          | 7,9           |
| Залізнянський      | 42 056          | 43,0          | 45,6          | 11,3          |
| Костянтинівський   | 73 566          | 49,8          | 41,2          | 9,0           |
| Краматорський      | 50 266          | 71,7          | 24,2          | 4,2           |
| Лиманський         | 35 401          | 92,6          | 6,2           | 1,1           |
| Лисичанський       | 51 579          | 59,1          | 35,6          | 5,3           |
| Новоекономічний    | 39 912          | 63,1          | 32,6          | 4,3           |
| Олександрівський   | 30 801          | 76,6          | 17,5          | 6,0           |
| Петрівський        | 71 714          | 38,0          | 54,4          | 7,5           |
| Попаснянський      | 59 495          | 81,3          | 11,9          | 6,8           |
| Слов'янський       | 95 109          | 68,3          | 29,1          | 2,6           |
| Артемівська округа | 766 668         | 60,1          | 34,0          | 5,8           |

## Керівники округи

### Відповідальні секретарі окружного комітетуКП(б)У
- Михеєнко Дмитро Олександрович (1923—.02.1924)
- Шевченко, в.о. (.02.1924—.03.1924)
- Михеєнко Дмитро Олександрович (.03.1924—13.02.1928)
- Терехов Роман Якович (13.02.1928—.08.1930)

### Голови окружного виконавчого комітету
- Власов Платон Дмитрович (1923—.05.1924)
- Нагорний Іван Єлисейович (.05.1924— 1925)
- Мірошниченко (1925—1925)
- Лісовик Олександр Григорович (.10.1925—.04.1928)
- Плис Іван Іванович (.04.1928—18.02.1929)
- Гаркуша Севастян Тимофійович (18.02.1929—1930)